# Mitrella azpilicuetai
Mitrella azpilicuetai is een slakkensoort uit de familie van de Columbellidae. De wetenschappelijke naam van de soort is voor het eerst geldig gepubliceerd in 2004 door Rolán.